# Reprezentacja Luksemburga w piłce wodnej mężczyzn
Reprezentacja Luksemburga w piłce wodnej mężczyzn – zespół, biorący udział w imieniu Luksemburga w meczach i sportowych imprezach międzynarodowych w piłce wodnej, powoływany przez selekcjonera, w którym mogą występować wyłącznie zawodnicy posiadający obywatelstwo luksemburskie. Za jej funkcjonowanie odpowiedzialny jest Luksemburski Związek Pływacki (FLNS), który jest członkiem Międzynarodowej Federacji Pływackiej.

## Historia
Reprezentacja Luksemburga rozegrała swój pierwszy oficjalny mecz w eliminacjach do Mistrzostw Europy.

## Udział w turniejach międzynarodowych

### Igrzyska olimpijskie
Reprezentacja Luksemburga żadnego razu nie występowała na Igrzyskach Olimpijskich.

### Mistrzostwa świata
Dotychczas reprezentacji Luksemburga żadnego razu nie udało się awansować do finałów MŚ.

### Puchar świata
Luksemburg żadnego razu nie uczestniczył w finałach Pucharu świata.

### Mistrzostwa Europy
Luksemburskiej drużynie żadnego razu nie udało się zakwalifikować do finałów ME.